# Катарина Шарлота фон Пфалц-Цвайбрюкен
Катарина Елизабет Шарлота фон Пфалц-Цвайбрюкен (на немски: Katharina Elisabeth Charlotte von Pfalz-Zweibrücken; * 11 януари 1615, Цвайбрюкен; † 21 март 1651, Дюселдорф) от по-младата линия Цвайбрюкен на род Вителсбахи, е пфалцграфиня от Пфалц-Цвайбрюкен и чрез женитба херцогиня на Юлих-Берг и пфалцграфиня на Пфалц-Нойбург.

## Биография
Тя е втората дъщеря на херцог и пфалцграф Йохан II фон Пфалц-Цвайбрюкен (1578 – 1653) и втората му съпруга Луиза Юлиана фон Пфалц (1594 – 1640), дъщеря на курфюрст Фридрих IV фон Пфалц.
Катарина Шарлота се сгодява на 11 януари 1631 г. в Цвайбрюкен и се омъжва на 11 ноември 1631 в Близкастел за херцог Волфганг Вилхелм фон Пфалц-Нойбург (* 4 ноември 1578; † 20 март 1653) от род Вителсбахи (Линия Пфалц-Нойбург). Тя е втората му съпруга.
Катарина Шарлота умира на 21 март 1651 г. в Дюселдорф. Тя е погребана на 4 април в княжеската гробница на „Св. Ламбертус“ в Дюселдорф, понеже йезуитите и кьолнския архиепископ не разрешават на калвинистката да е погребана в църквата „Св. Андреас“. Херцогинята завещава годишно дарение на бедните в Цвайбрюкен, Лихтенберг, Нойкастел и Майзенхайм.

## Деца
Катарина Шарлота и Волфганг Вилхелм имат две деца, които умират като бебета:
- Фердинанд Филип (* 7 май 1633, † 21 септември 1633)
- Елеонора Франциска (* 9 април 1634, † 23 ноември 1634)

Волфганг Вилхелм фон Пфалц-Нойбург се жени трети път 1651 г. за Мария Франциска фон Фюрстенберг-Хайлигенберг (1633 – 1702).